# سرجيو سانتين
سرجيو سانتين (بالإسبانية: Sergio Santín)‏ (مواليد 6 أغسطس 1956) هو لاعب كرة قدم. يلعب مع منتخب الأوروغواي لكرة القدم. سبق له أن لعب في كأس العالم لكرة القدم مع منتخب بلاده.

## روابط خارجية
- سرجيو سانتين على موقع قاعدة بيانات كرة القدم.إي يو (الإنجليزية)
- سرجيو سانتين على موقع ناشيونال فوتبول تيمز (الإنجليزية)
- سرجيو سانتين على موقع عالم كرة القدم.نت (الإنجليزية)